# Endlicheria glomerata
Endlicheria glomerata är en lagerväxtart som beskrevs av Carl Christian Mez. Endlicheria glomerata ingår i släktet Endlicheria och familjen lagerväxter. Inga underarter finns listade i Catalogue of Life.